# 乌比雷塔马
乌比雷塔马是巴西南大河州的一个市镇。总面积126.694平方公里，总人口2440人，人口密度19.3人/平方公里。